# QQ自由幻想
《QQ自由幻想》是一款免费的大型多人在线角色扮演游戏（MMORPG）。游戏中有职业、装备、幻神、宠物、家族、社交和商业系统共7大系统。游戏开始时，每位玩家可以创立不同的的角色。角色分为男性和女性，有战士、刺客、剑客、药师和术士五大职业，但玩家刚进入游戏则是“初行者”职业，到10级以后，完成相应职业的就职任务，方可升级到指定职业。
《自由幻想》中，也有不少中国元素，如元旦、新年时的财神与灯笼、“八仙过海”活动中的神仙、七夕的“玉兔”形象等。
该游戏可在Windows平台上运行。